# Tour de l'Horloge du palais de la Cité
 (février 2017).
Si vous disposez d'ouvrages ou d'articles de référence ou si vous connaissez des sites web de qualité traitant du thème abordé ici, merci de compléter l'article en donnant les références utiles à sa vérifiabilité et en les liant à la section « Notes et références ».
La Tour de l'Horloge du palais de la Cité est une tour horloge s'élevant à l'angle nord-est du palais de justice de Paris, qui fait partie de la Conciergerie, dans le 1er arrondissement.

## Construction
Au nord-est du palais de la Cité, demeure des rois de France depuis Hugues Capet, le roi Jean II le Bon fit édifier entre 1350 et 1353, sur un ancien terrain marécageux, une tour dont le beffroi était dominé par un lanternon et qui devint par la suite la tour de l'Horloge du palais de la Cité. Elle joua un rôle de guet pour la sécurité du palais.
Elle est de forme rectangulaire, massive, haute de 47 mètres et ses murs étaient à sa construction épais de près d'un mètre. 
Au-dessus du soubassement très élevé sur lequel elle reposait, le corps en maçonnerie de la tour formait un léger retrait. Les façades nord et est étaient percées de deux fenêtres, sur deux rangées superposées. Au sommet, un petit pavillon rectangulaire était surmonté d'un clocheton.
Ce clocheton abritait autrefois une petite cloche d'argent qui sonnait le tocsin à la mort du roi ou du dauphin. Elle aurait tinté le 24 août 1572 lors du massacre de la Saint-Barthélemy. Pour cette raison elle fut fondue à la Révolution en 1792 et restaurée en 1848.

## L’horloge
- En 1370, elle accueillit la première horloge publique à Paris, construite par Henri de Vic, horloger lorrain[3].
- En 1371, la tour de l'Horloge du palais de la Cité fut dotée d'une cloche en argent.
- En 1418, la municipalité réclama que l'horloge comportât un cadran extérieur « pour que les habitants de la ville puissent régler leurs affaires de jour comme de nuit ».
- En 1472, d'importantes restaurations du cadran furent faites par Philippe Brille.
- En 1585, Henri III fit mettre en place un nouveau cadran, dont l'encadrement fut réalisé par le sculpteur Germain Pilon de deux grandes figures allégoriques représentant la Loi et la Justice, qui furent furent restaurées en 1685, bûchées sous la Révolution, à nouveau restaurées en 1852 puis en 1909, dates apparaissant au bas du cadran.

Deux plaques posées au-dessus et au-dessous de l'horloge portent des inscriptions latines : 
- en haut : « QUI DEDIT ANTE DUAS TRIPLICEM DABIT ILLE CORONAM » (« Celui qui lui a déjà donné deux couronnes lui en donnera une troisième »), allusion aux couronnes de Pologne et de France portées par son contemporain le roi Henri III, la troisième est celle qu’il recevra au Royaume des cieux[4] ;
- en bas : « MACHINA QUÆ BIS SEX TAM JUSTE DIVIDIT HORAS JUSTITIAM SERVARE MONET LEGES QUE TUERI » (« Cette machine qui fait aux heures douze parts si justes enseigne à protéger la Justice et à défendre les lois »).

Le cadran actuel est de forme carrée, d'un diamètre d'un mètre et demi, et est orné au centre de rayons flamboyants et dorés ; il est placé sur le manteau royal de la France au fond d'azur fleurdelisé.
Les aiguilles en cuivre repoussé et bronzé, la grande en fer de lance pour les minutes, la petite terminée en fleur de lis et prolongée par une contre-aiguille terminée par un croissant pour les heures, évoluent sur des chiffres romains colorés en relief sur la pierre.

## Restaurations

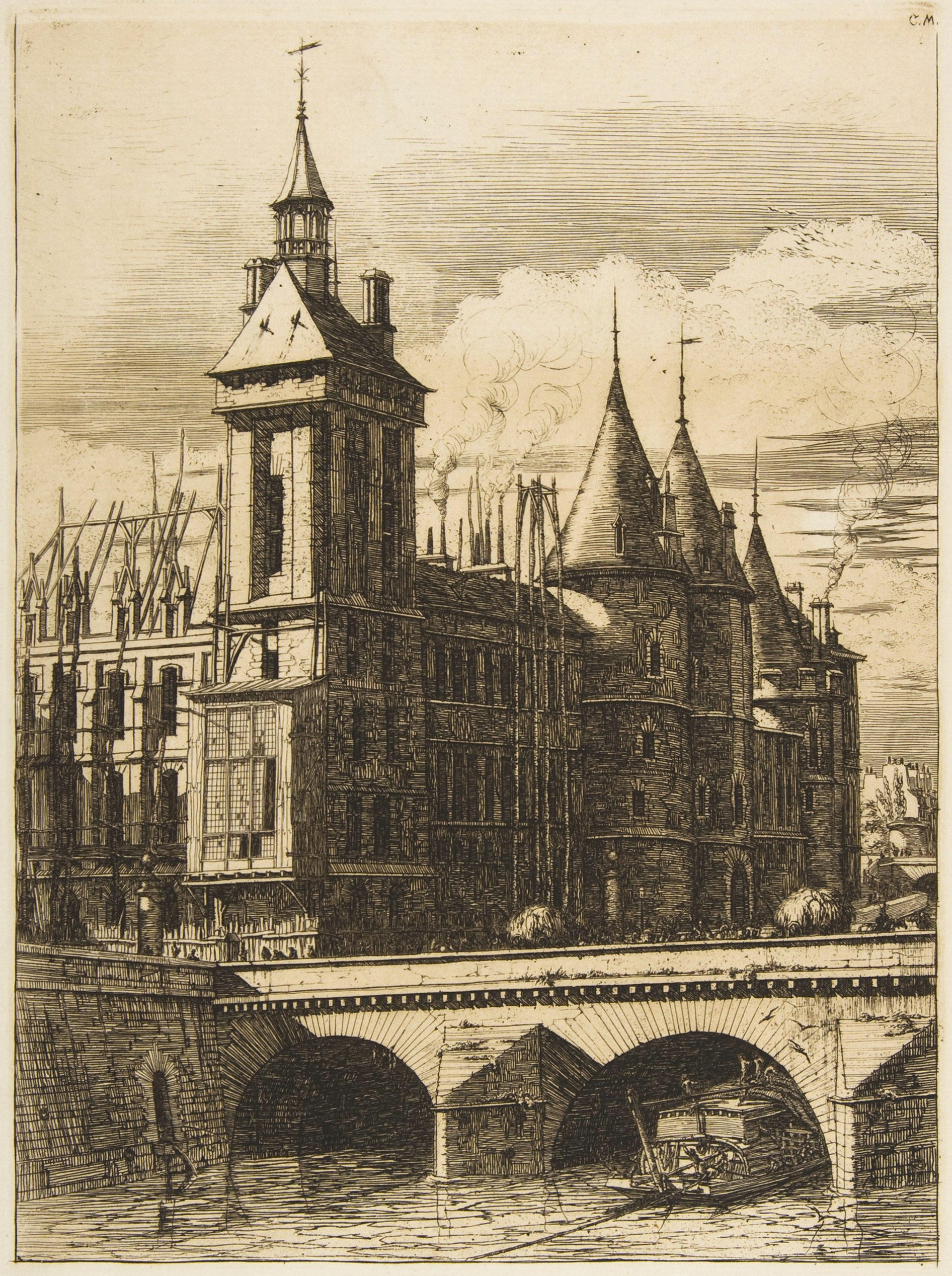
La tour en 1852, eau-forte de Charles Meryon.

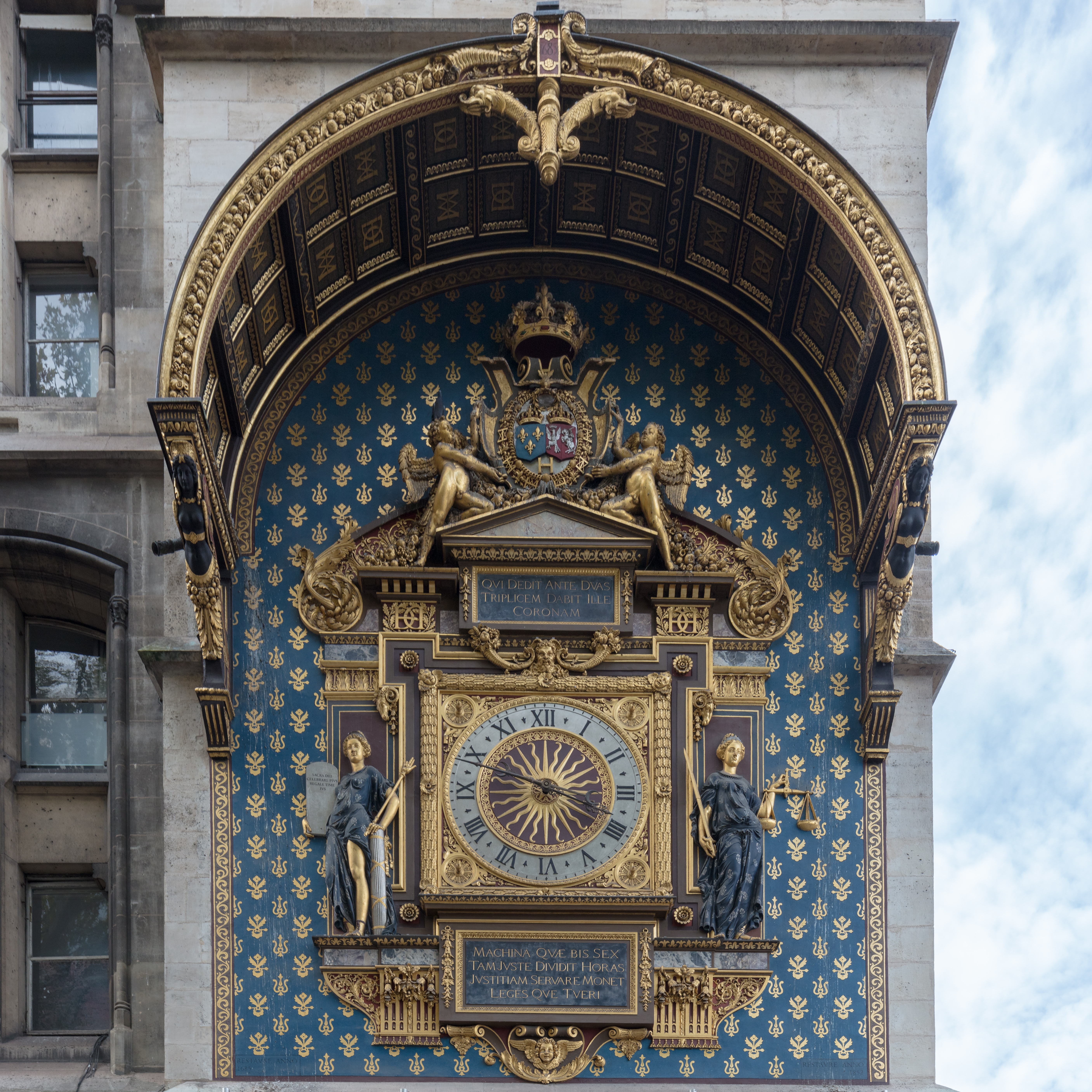
L'horloge après la restauration de 2012.

La tour de l'Horloge a subi d'importantes restaurations. Une première campagne a été conduite de 1840 à 1843 pour en consolider la partie inférieure et établir un corps de garde à son pied.
D'autres interventions ont eu lieu entre 1843 et 1848, puis entre 1860 et 1861, et lui ont restitué un aspect médiéval, notamment dans ses parties hautes. La salle voûtée du quatrième étage, dite de la Reine Blanche, confortée à l'extérieur par dix contreforts, portait alors encore des traces de son décor polychrome intérieur : il fut entièrement restauré, tout comme le niveau supérieur de la tour, où ont été évoqués des créneaux qui n'existaient pas auparavant, comme le montrent des dessins de la fin du XVIIIe siècle et du tout début du XIXe siècle.
À partir de 2011, la tour est l'objet d'une grande campagne de restauration : celle-ci prend complètement fin en novembre 2012. L'horloge est restituée dans un état conforme aux plus anciens documents disponibles aux archives de la Bibliothèque nationale. Les dorures et peintures sont refaites. Le changement le plus notable est la restitution du fond bleu semé de fleurs de lys d'un dessin différent de celles qui dataient de la restauration de 1686.